# 1. općinska nogometna liga Koprivnica 1990./91.
1. općinska nogometna liga Koprivnica za sezonu 1990./91. je bila liga sedmog stupnja nogometnog prvenstva Jugoslavije. 
 
Sudjelovalo je 14 klubova, a prvak je bio "Borac" iz Drnja.  

## Ljestvica
| mj. | klub                        | ut. | pob. | ner. | por. | gol+ | gol- | bod |
| --- | --------------------------- | --- | ---- | ---- | ---- | ---- | ---- | --- |
| 1.  | Borac Drnje                 | 26  | 19   | 3    | 4    | 84   | 24   | 41  |
| 2.  | Jadran Kuzminec             | 26  | 17   | 5    | 4    | 68   | 30   | 39  |
| 3.  | Bratstvo Kunovec            | 26  | 16   | 7    | 3    | 59   | 27   | 39  |
| 4.  | Borac Imbriovec             | 26  | 16   | 5    | 5    | 68   | 34   | 37  |
| 5.  | Jedinstvo Pustakovec        | 26  | 9    | 10   | 7    | 35   | 27   | 28  |
| 6.  | Mučna Reka (Reka)           | 26  | 11   | 3    | 12   | 48   | 44   | 25  |
| 7.  | Miklinovec Koprivnica       | 26  | 11   | 3    | 12   | 35   | 55   | 25  |
| 8.  | Drava Novigrad Podravski    | 26  | 9    | 6    | 11   | 35   | 42   | 24  |
| 9.  | Jedinstvo Rasinja           | 26  | 7    | 9    | 10   | 42   | 45   | 23  |
| 10. | Mladost Sigetec             | 26  | 7    | 7    | 12   | 52   | 43   | 21  |
| 11. | Galeb Koledinec             | 26  | 7    | 7    | 12   | 45   | 55   | 21  |
| 12. | Sabarija Subotica Podravska | 26  | 7    | 2    | 17   | 38   | 73   | 16  |
| 13. | Mladost Koprivnički Bregi   | 26  | 5    | 4    | 17   | 28   | 69   | 14  |
| 14. | Udarnik Zablatje            | 26  | 3    | 5    | 18   | 30   | 99   | 10  |

## Rezultatska križaljka
| kratica | klub                        | BORD | BORI | BRA | DRA | GAL | JAD | JEDP | JEDR | MIK | MLAKB | MLAS | MUR | SAB | UDA |
| --- | --------------------------- | ---- | ---- | --- | --- | --- | --- | ---- | ---- | --- | ----- | ---- | --- | --- | --- |
| BORD | Borac Drnje                 |      |      |     |     |     |     |      |      |     |       |      |     |     |     |
| BORI | Borac Imbriovec             |      |      |     |     |     |     |      |      |     |       |      |     |     |     |
| BRA | Bratstvo Kunovec            |      |      |     |     |     |     |      |      |     |       |      |     |     |     |
| DRA | Drava Novigrad Podravski    |      |      |     |     |     |     |      |      |     |       |      |     |     |     |
| GAL | Galeb Koledinec             |      |      |     |     |     |     |      |      |     |       |      |     |     |     |
| JAD | Jadran Kuzminec             |      |      |     |     |     |     |      |      |     |       |      |     |     |     |
| JEDP | Jedinstvo Pustakovec        |      |      |     |     |     |     |      |      |     |       |      |     |     |     |
| JEDR | Jedinstvo Rasinja           |      |      |     |     |     |     |      |      |     |       |      |     |     |     |
| MIK | Miklinovec Koprivnica       |      |      |     |     |     |     |      |      |     |       |      |     |     |     |
| MLAKB | Mladost Koprivnički Bregi   |      |      |     |     |     |     |      |      |     |       |      |     |     |     |
| MLAS | Mladost Sigetec             |      |      |     |     |     |     |      |      |     |       |      |     |     |     |
| MUR | Mučna Reka (Reka)           |      |      |     |     |     |     |      |      |     |       |      |     |     |     |
| SAB | Sabarija Subotica Podravska |      |      |     |     |     |     |      |      |     |       |      |     |     |     |
| UDA | Udarnik Zablatje            |      |      |     |     |     |     |      |      |     |       |      |     |     |     |
| |                             |      |      |     |     |     |     |      |      |     |       |      |     |     |     |
| podebljan rezultat - utakmice od 1. do 13. kola (1. utakmica između klubova) rezultat normalne debljine - utakmice od 14. do 26. kola (2. utakmica između klubova) rezultat nakošen - nije vidljiv redoslijed odigravanja međusobnih utakmica iz dostupnih izvora rezultat smanjen * - iz dostupnih izvora nije uočljiv domaćin susreta prekrižen rezultat - poništena ili brisana utakmica p - utakmica prekinuta 3:0 p.f. / 0:3 p.f. - rezultat 3:0 bez borbe |                             |      |      |     |     |     |     |      |      |     |       |      |     |     |     |

 Izvori:

## Unutarnje poveznice
- Međuopćinska liga Virovitica – Križevci – Đurđevac – Koprivnica 1990./91.